# Konstitutivni heterokromatin
Konstitutivni heterokromatin je transkripcijski inaktivan kromatin. Nakon kromosomskog C-pruganja vidljive su C-pruge, tj. konstitutivni heterokromatin. Smješten je u centromerima.  DNK je na tom području satelitna (GC-bogata) i visoko ponavljajuća. Za vrijeme interfaze je kondenziran. Genetički je inaktivan.